# Haley Hudson
Haley Kaye Hudson, född 14 juni 1986 i Los Angeles i Kalifornien, är en amerikansk skådespelare. Hon har bland annat medverkat i filmenerna Freaky Friday, Marley och jag och The Pact.